# Justin Pugh
Justin David Pugh (* 15. August 1990 in Holland, Pennsylvania) ist ein US-amerikanischer American-Football-Spieler in der National Football League (NFL). Er spielte für die New York Giants und die Arizona Cardinals als Guard.

## Highschool
Pugh besuchte die Council Rock High School South in seiner Geburtsstadt Holland. 2008 wurde er zum Pennsylvania All-State Second Team gewählt sowie in weitere All-State-Auswahlen berufen. Aber auch individuelle Auszeichnungen, wie den „Defensive Player of The Year 2008“-Titel, konnte er gewinnen.

## College
Im Jahr 2009 unterschrieb Pugh bei der Syracuse University und spielte die kommenden drei Jahre für Syracuse Orange College Football. Auch im College wurde ihm die Ehre zuteil, in diverse All-Teams gewählt zu werden. Pugh spielte 2013 zudem auch im Senior Bowl.

## NFL
Justin Pugh wurde in der ersten Runde an 19. Stelle von den New York Giants gedraftet. Er ist damit der am höchsten gedraftete Absolvent der Syracuse University seit Dwight Freeney im Jahr 2002, der an 11. Stelle gepickt wurde.
Im Juli 2013 unterschrieb Pugh einen Vierjahresvertrag über 8,34 Millionen Dollar, von denen knapp 8 Millionen garantiert waren. Zusätzlich erhielt er einen Signing Bonus über 4,44 Millionen Dollar. Bis 2017 absolvierte Pugh 63 Spiele für die Giants und kam dabei auf 11 Tackles. Er wechselte häufig zwischen Right Tackle, Left Guard und Left Tackle, wobei seine bevorzugte Position die des Left Guards war.
Am 17. März 2018 wurde vermeldet, dass Pugh ab der Saison 2018 einen 45 Millionen Dollar schweren Fünfjahresvertrag bei den Arizona Cardinals unterschrieben habe. Dort war er der Starting Right Guard, ehe er sich am 10. Spieltag eine Knieverletzung zuzog. Wegen dieser wurde er am 14. November 2018 auf der Injured Reserve List platziert.
In der Saison 2022 zog Pugh sich am sechsten Spieltag einen Kreuzbandriss zu und fiel für den Rest der Saison aus. Nach der Saison lief sein Vertrag aus. Am 3. Oktober 2023 unterschrieb Pugh einen Vertrag für den Practice Squad der New York Giants. Er bestritt 2023 zwölf Spiele für die Giants.